# Joseph Smeets
Joseph Smeets (* 11. August 1959 in Mons) ist ein ehemaliger belgischer Radrennfahrer und nationaler Meister im Radsport.

## Sportliche Laufbahn
Smeets war Bahnradsportler. Er war Teilnehmer der Olympischen Sommerspiele 1980 in Moskau. Er bestritt die Mannschaftsverfolgung, das belgische Team mit Diederik Foubert, Jan Blomme, Jozef Simons und Joseph Smeets belegte den 10. Platz. In der Einerverfolgung wurde er auf dem 10. Rang klassiert.
1984 startete er bei den Olympischen Sommerspielen in Los Angeles. Das belgische Team mit Rudi Ceyssens, Roger Ilegems, Peter Roes und Joseph Smeets belegte in der Mannschaftsverfolgung den 8. Rang.
Als Amateur wurde er 1980 belgischer Meister in der Mannschaftsverfolgung, 1980, 1981 sowie 1984 in der Einerverfolgung.